# Rosa
Rôsa je pojav usedanja vode iz zraka. Rosa nastane, kadar je temperatura tal, rastlin ali drugih predmetov nižja od temperature zraka in tudi nižja od rosišča. Roso štejemo med padavine v tekočem stanju, vendar je to pojav, ki je omejen le na stik med hladnejšimi predmeti in okoliškim zrakom. K obilnosti rose lahko prispeva pršenje iz megle, kar pa je strogo vzeto že dež. Zaradi počasnega izločanja vode iz zraka nastanejo in se obdržijo drobne kaplje tudi na zelo majhnih predmetih, na primer na pajkovi mreži (slika).
Tla in drugi predmeti se, kadar ne sije sonce, zaradi toplotnega sevanja lahko ohlajajo hitreje kot zrak. Če zrak vsebuje veliko vlage (glej: relativna vlažnost), bo temperatura predmetov kmalu pod temperaturo rosišča. Na hladnih predmetih se iz vlažnega zraka izloča voda, pogosto v obliki kapljic. Voda kondenzira. Na predmetih, tudi kamnitih tleh, ki imajo dosti nakopičene toplote in so hkrati dobri  prevodniki toplote se ustvarijo pogoji za nastajanje rose šele čez daljši čas, ali pa sploh ne. Prav tako rosa ne nastane na telesih z notranjim virom toplote. Rosa nastaja predvsem v jasnih, hladnih nočeh, jeseni in spomladi kmalu po sončnem zahodu, poleti pa včasih šele v jutranjih urah.
Nastajanje rose je poleti izdatnejše kakor v hladnejših mesecih, ker je poleti - v zmernem ali vlažnem podnebju - začetna vsebnosti vlage v toplem zraku večja kot v hladnem (glej: absolutna vlažnost).
Nočno in jutranje ohlajanje zemeljske površine in posredno zraka je največje na odprtem svetu, v gozdu pa izsevanje toplote ovira drevje. Zaradi tega je največ rose na travi, grmovju in drugem rastlinju. Posebno močna je rosa na rastlinah, ki imajo gornje površine ugodne za sevanje, a zelo malo možnosti prevajanja toplote od tal proti gornjim površinam. Tako izgubljajoče se toplote zgornjih površin rastlin ne more nadomestiti toplota iz zemlje. Zato se rastline posebno na gornjih površinah prično močno ohlajati.
Jakost nastajanja rose je odvisna od mnogih okoliščin, od katerih igra močno vlogo prevsem absolutna in relativna vlaga. Rosa nastaja predvsem tam, kjer so za to ugodne naravne okoliščine, kot so: 
- kotlinski predeli nad katerimi je zrak dovolj vlažen in kjer ni večje vetrovnosti,
- gosta vegetacija in dokaj velike zaraščene površine, kjer poteka ohlajevanje in se vlažnost povečuje zaradi izparevanja vegetacije.

Rosa je za rastlinje zelo pomembna. V nekaterih suhih pokrajinah je rosa edini redni vir vode za rastlinje in živali. Značilen primer so obmorske pokrajine Peruja, kjer le redko dežuje, redno pa se nad pokrajino od morja širi vlažen zrak.